# Groby Napoleona
Groby Napoleona – powieść Zofii Romanowiczowej; wydana jesienią 1972 roku, w Londynie nakładem Polskiej Fundacji Kulturalnej. Okładkę zaprojektował Władysław Szomański. Zgodnie z zamieszczonym pod tekstem podpisem autorki, utwór pisany był w Paryżu i Jours w latach 1970–1972. 

## O powieści
Akcja powieści rozgrywa się w ciągu jednej nocy, kilkanaście lat po zakończeniu II wojny światowej, w trakcie której bohaterka dokonuje rozrachunku z własnym życiem. Przedstawione wydarzenia rozgrywają się jednak na dwóch płaszczyznach czasoprzestrzennych: w teraźniejszości – obejmującej okoliczności oczekiwania przez Wandę na powrót córki, Mony; oraz w przeszłości, to jest we wspominanym pobycie w obozie koncentracyjnym i życiu po ucieczce z niego, na które złożyło się pasmo kolejnych nieszczęść, dotykających bohaterkę – gwałt, emigracja, nieudane związki, śmierć partnera. „Matka czeka na córkę spóźniającą się z podróży za granicę. W ciągu tych dwóch godzin oczekiwania, a raczej w ciągu jednej nocy, której zamknięciem – wyzwoleniem lub klęską – ma być godzina 9 rano, czekająca matka przeżywa swoje życie, swoje macierzyństwo, małżeństwo, miłości. [...] Jest to jedna niekończąca się analiza samej siebie”. Natalia Królikowska wyjaśnia: „Pozornie nic się nie dzieje, minuty oczekiwania na powrót z zagranicy córki dłużą się w nieskończoność, od jednej drobnej czynności do drugiej. Niemalże cała akcja zostaje ponownie, tak jak w Słońcu dziesięciu linii czy we wcześniejszym Przejściu przez Morze Czerwone, przeniesiona do wnętrza bohaterki, jej psychiki”. 

## Znaczenie tytułu
Tytułowe „groby Napoleona” to typ gry karcianej, pasjansa, uporczywie układanego przez główną bohaterkę powieści. „Rozkładanie kart staje się natręctwem Wandy, prostą drogą wiodącą w otchłań szaleństwa”. Tamara Karren wyjaśnia enigmatyczny tytuł następująco: „Groby Napoleona to nie historyczna pamiątka po cesarzu Francji, lecz pasjans tak nazywany. Pasjans, który prawie nigdy nie wychodzi, wciągając swe ofiary do jeszcze jednej następnej próby, jeszcze jednej godziny 'niebycia', jeszcze jednej ucieczki od rzeczywistości. Pasjans, który trzyma jakby w szponach narkotyku te nieszczęsne chore psychicznie istoty, bezsilne wobec własnych słabości, niechęci do życia, nieumiejętności wyjścia z impasu”.

## Problematyka powieści
Groby Napoleona są opowieścią o życiu po przeżytej traumie i próbach jej odreagowania. Jednym z głównych wątków książki jest opisanie cierpienia, którego według autorki najwcześniejszej recenzji powieści, Tamary Karren, „Zofia Romanowiczowa jest znakomitą, jak żaden z pisarzy, analityczką”. Natalia Królikowska uważa, że „Groby Napoleona opowiadają o czasie skończonym, czasie 'po', w którym już nic się nie wydarza – można jedynie wspominać i analizować minione wypadki”. Ważnym tematem Grobów Napoleona jest również macierzyństwo, relacje matki z dorastającą córką oraz problem usamodzielnienia i syndromu „opuszczonego gniazda”. 

## Kwestie genologiczne
Groby Napoleona powszechnie uznawane są za powieść psychologiczną. Julian Rogoziński upatrywał w niej trzeciego ogniwa powieściowego tryptyku Zofii Romanowiczowej – obok Przejścia przez Morze Czerwone i Słońca dziesięciu linii – ukazującego „dramat kobiet ocalałych wprawdzie, lecz nadal noszących na sobie piętno obozowej śmierci”. 

## Recepcja powieści
Arkadiusz Morawiec w publikacji, poświęconej życiu i twórczości Zofii Romanowiczowej stwierdza, iż „Groby Napoleona nie spotkały się z nadzwyczaj żywym oddźwiękiem. Recepcję tej powieści wyznacza sześć recenzji, z czego cztery ukazały się na emigracji, jedna w kraju, zaś jedna w czasopiśmie amerykańskim”. Mimo niewielkiej liczby omówień, powieść została doceniona. Groby Napoleona zdobyły pierwsze miejsce w zorganizowanej przez Radio Wolna Europa dyskusji o najlepszej, polskiej książce wydanej na emigracji w 1972, wyprzedzając m.in. zbiór esejów Prywatne obowiązki autorstwa Czesława Miłosza. Powieść została zgłoszona do nagrody „Wiadomości” za rok 1972.